# Ophthalmopsylla kukuschkini
Ophthalmopsylla kukuschkini är en loppart som beskrevs av Ioff 1928. Ophthalmopsylla kukuschkini ingår i släktet Ophthalmopsylla och familjen smågnagarloppor. Inga underarter finns listade i Catalogue of Life.